# Campofilone
Campofilone é uma comuna italiana da região dos Marche, província de Fermo, com cerca de 1.799 habitantes. Estende-se por uma área de 12 km², tendo uma densidade populacional de 150 hab/km². Faz fronteira com Altidona, Lapedona, Massignano, Montefiore dell'Aso, Pedaso.

## Demografia
| Variação demográfica do município entre 1861 e 2011                               |
|                                                                                   |
| Fonte: Istituto Nazionale di Statistica (ISTAT) - Elaboração gráfica da Wikipedia |